# Jean Vilmont
Jean Albert Vilmont, né le 21 juin 1924 dans le 14e arrondissement de Paris et mort le 12 septembre 2021 à Deauville, est un acteur français.

## Filmographie
- 1945 : Mission spéciale, film en deux époques de Maurice de Canonge
- 1946 : Martin Roumagnac de Georges Lacombe
- 1948 : La Grande Volière de Georges Péclet : Ballu
- 1948 : La vie est un rêve de Jacques Séverac
- 1950 : Le Grand Cirque de Georges Péclet
- 1950 : Casabianca de Georges Péclet : Marac, le chef mécanicien